# Луговська Наталія Романівна
Наталія Романівна Луговська  — молодший сержант окремого загону спеціального призначення НГУ «Азов» Національної гвардії України, учасниця російсько-української війни, що загинула в ході російського вторгнення в Україну в 2022 році.

## Життєпис
Наталія Луговська народилася 21 березня 1971 року в Червонограді на Львівщині. Після закінчення 9-ти класів середньої школи почала працювати поштаркою. Після закінчення школи навчалася у католицькому університеті в Польщі, де отримала фах психолога. З початком війни на Сході України вона активно волонтерила, бо син передував на фронті в зоні АТО. Працювала психологинею у реабілітаційному центрі воїнів АТО у Соснівці. Після загибелі сина Юрія вона вирішила продовжити його справу. У 2018 році разом з донькою, яка вийшла заміж за «азовця», Наталія переїхала в селище Ялту Донецької області. В 2020 році вона підписала контракт та стала військовою психологинею полку «Азов», де служили побратими її сина. З початком повномасштабного російського вторгнення в Україну перебувала у Маріуполі. Жінка працювала медиком, психологом, допомагала у роботі штабу. З часом вона опинилася в одному з бункерів «Азовсталі». 21 квітня отримала контузію. Разом з іншими жінками вона мала можливість покинути завод та вийти з «Азовсталі», але відмовилась. Наталія Луговська загинула в ніч з 2 на 3 травня 2022 року в результаті авіанальоту на «Азовсталь» разом з старшим солдатом полку Анастасією Куницькою. Її відкинуло до стіни їдальні, вона загинула моментально. Указом президента № 367/2022 24 травня 2022 року Наталія Луговська була посмертно нагороджена орденом «За мужність» III ступеня. Тіло загиблої мають ще ввезти на підконтрольну територію України
.

## Родина
У загиблої залишилася 77-річна мати Параскевія Висоцька, донька Тетяна та двоє онучок (Віка (нар 2019), Ганна). Найменший онук Ілля народився у Запоріжжі 12 травня 2022 року незадовго після її смерті. Тетяна Ластович з дітьми, також були у Маріуполі. Їм уже після окупації вдалось вибратись з міста.
Син Наталії Юрій «Баррет» Луговський (1994—2018) загинув 9 березня 2018 року під Водяним на Донеччині. Відомий азовець-снайпер назавжди залишився 23-літнім. Зять — головний сержант Олексій Ластович (також «азовець») загинув 21 квітня 2022 року.

## Нагороди
- Орден «За мужність» III ступеня (2022, посмертно) — за особисту мужність і самовіддані дії, виявлені у захисті державного суверенітету та територіальної цілісності України, вірність військовій присязі[8]
- Почесний громадянин Червонограда на Львівщині.